# Jörg Hartmann (Illustrator)

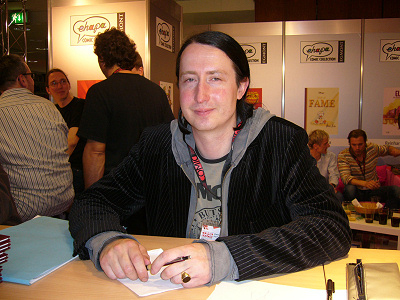
Jörg Hartmann auf dem Comic-Salon Erlangen 2008

Jörg Hartmann (* 25. August 1972 in Bad Driburg) ist ein deutscher Illustrator und Comiczeichner.

## Leben
Nach dem Abitur leistete Hartmann zunächst Zivildienst in Paderborn. Ab 1997 studierte er Grafikdesign an der Fachhochschule Münster bei Marcus Herrenberger, beendete sein Studium bislang jedoch nicht. Während des Studiums kam er mit der Illustration in Kontakt. Erste Buchillustrationen für Verlage und Magazine fertigte er ab 1999, darunter für Schulbücher. Seit 2002 hat er Kinderbücher bei verschiedenen deutschsprachigen und internationalen Verlagen veröffentlicht. Er war für die Westermann Druck- und Verlagsgruppe sowie für den Coppenrath Verlag tätig.
2007 erschien das Comicalbum Nostradamus beim Egmont Ehapa Verlag, welches Hartmann illustrierte. Den Text steuerte Ray O. Nolan bei. 2009 wurde er auf der Internationalen Kinderbuchmesse Bologna für seine Arbeit mit einem „Award for excellence“ ausgezeichnet, gefolgt von Ausstellungsbeteiligungen in Italien, Korea und Japan.
Auf Initiative von Marcus Herrenberger begann Hartmann bereits während seines Studiums mit der Anfertigung eines Comics über den Privatdetektiv Wilsberg, geschaffen von Jürgen Kehrer. Auf dessen Romanen beruht auch die Fernsehserie Wilsberg. Nach zwölfjähriger Arbeit ist der 80-seitige Wilsberg-Comic im Sommer 2012 beim Carlsen Verlag erschienen. Im Vorfeld nahmen sowohl Leonard Lansink, der Hauptdarsteller des Wilsberg-Fernsehkrimis, als auch Jürgen Kehrer, Autor der Wilsberg-Romane, den Comic in Augenschein.
2017 erschien ein zweiter Wilsberg-Comic mit dem Titel Um Kopf und Kragen, ebenfalls bei Carlsen Comics. Direkt im Anschluss begann er mit den Arbeiten an seinem bislang umfangreichsten Werk Liberty, eine Graphic Novel auf über 140 Seiten. Liberty erscheint 2024 international in Frankreich, England, den USA und Deutschland.

## Werke (Auswahl)
- Liberty. Text: Julian Voloj, div. Sprachausgaben 2024
- Wilsberg – Um Kopf und Kragen. Text: Jürgen Kehrer. Carlsen, Hamburg, 2017. ISBN 978-3-551-78949-5
- Die große Transformation. Umwelt – so kriegen wir die Kurve. Mit Jörg Hartmann, Jörg Hülsmann, Astrid Nippoldt, Robert Nippoldt und Iris Ugurel. Hrsg. von A. Hamann, C. Zea-Schmidt und Reinhold Leinfelder, Jacoby & Stuart, Berlin 2013. ISBN 978-3-941087-49-1
- Wilsberg – in alter Freundschaft. Text: Jürgen Kehrer. Carlsen, Hamburg, 2012. ISBN 978-3-551-78699-9
- Nostradamus. Mit Ray Nolan und Dennis Becker. Egmont, Köln, 2007. ISBN 978-3-7704-3171-7